# Witzmannsberg
Witzmannsberg település Németországban, azon belül Bajorországban. Lakosainak száma 1561 fő (2023. december 31.). Witzmannsberg Tittling, Neukirchen vorm Wald, Hutthurm, Fürsteneck és Perlesreut községekkel határos.

## Népesség
A település népessége az elmúlt években az alábbi módon változott:
| Lakosok száma | 995  | 1638 | 1353 | 1402 | 1479 | 1484 | 1503 | 1497 | 1545 | 1561 |
|               | 1875 | 1950 | 1975 | 1987 | 2012 | 2014 | 2016 | 2017 | 2021 | 2023 |